# 末日之鐘

2025年1月28日時撥動的末日鐘，距離子夜僅89秒

末日之鐘，又稱末日鐘、末日时钟、世界末日钟、末日警示钟，是一虛構鐘面，由美國芝加哥大學的《原子科學家公報》（Bulletin of the Atomic Scientists）雜誌於1947年設立，隐喻不受限制的科学技术发展对人类的威胁。该钟每年一月进行一次评估，標示出世界距离毁灭的距离：午夜零時象徵世界末日来临。雜誌社因應世界局勢將分針撥近或撥離子夜，以此提醒各界正視問題。当前影响该鐘拨动的主要因素是核战争和全球变暖（气候变化），此外不可复原性的生物科技的发展也可能拨动该钟。
1947年，该钟设立时钟面距离子夜剩7分钟。之后该钟前后共调整过26次，距离子夜时间最远时为剩余17分钟（于1991年），最近时则为89秒（于2025年1月）。

## 历史
末日之钟的起源可以追溯至一群参与过曼哈顿计划，隶属于国际性团体，被称作芝加哥原子科学家的研究人员们。在廣島與長崎核爆后，这些研究人员开始发表油印信件，最终创办了《原子科学家公报》杂志。《原子科学家公报》自第一期起就在每页的封面上描述末日之钟的状况。1947年，《原子科学家公报》的创立者之一海曼·戈德史密斯询问马蒂尔·朗斯多夫能否为该报设计一幅封面，以具体的体现末日之钟的样子，后者同意了这一请求。

## 时刻調整

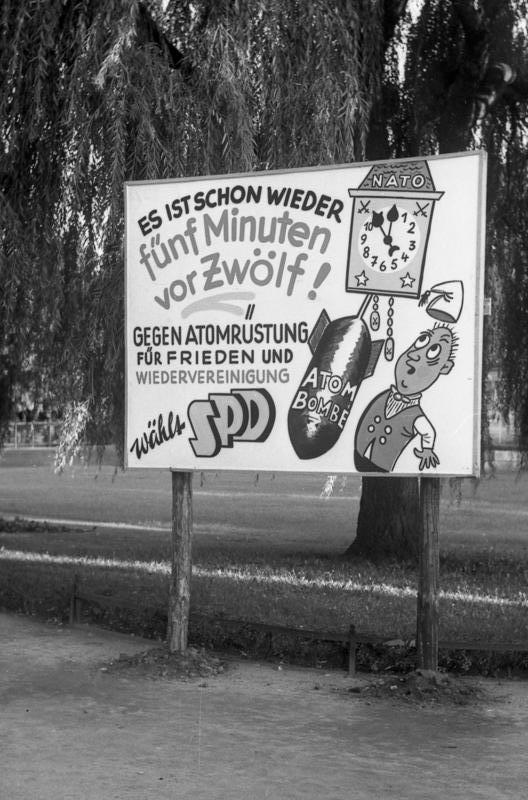
1957年西德的末日時鐘海報

时钟设立之初正值冷战，當時分针距离子夜仅7分钟。其后《原子科學家公報》雜誌委員會會根据世界局势及爆发核战的可能而变动；惟时钟有时未能及时反映实况，如1962年古巴导弹危机时濒临爆发核战，当时委员会却没有拨动时钟。
1991年，因美蘇兩大核武強權簽署第一階段削減戰略武器條約而撥慢7分鐘，分針離子夜達17分鐘，為末日之鐘設立以來離午夜最遠的一次。
2007年1月13日，该杂志宣布將于2007年1月17日拨动时钟，以反映全球核威胁增加的情况。委员会将气候转变的因素一并考虑，因为他们相信气候转变会助长核能应用。其中一个推测为气候转变导致短缺，从而引发战争，由此间接增加使用核武的机会。
2015年1月22日，該雜誌撥快末日鐘2分鐘，以反映世界仍缺乏應對全球氣候變遷以及核武的全球性政治行動，加上美俄兩國於烏克蘭危機的緊張情勢加劇。
2018年1月25日，由于核武器及全球变暖的影响对人类造成的威胁，該雜誌撥快末日鐘30秒，是时离子夜仅2分钟，追平了1953年的紀錄。
2020年1月23日，该鐘被撥近子夜20秒，原因是由“一次核失误”引起的，受到气候变化加剧的针对全球稳定的重大威胁，调整后的末日钟距離子夜只有100秒。
2023年1月，迫于俄乌战争的威胁，末日时钟向前调整了10秒，此時距离子夜仅剩90秒，进一步打破了其三年前的纪录，是末日鐘自设立以来最接近午夜零时的一次。

末日之钟变化图，越接近午夜代表越接近末日

| 年份 | 剩餘分鐘 | 時間     | 調整  | 原因 |
| ---- | -------- | -------- | ----- | --- |
| 1947 | 7        | 23:53    | —     | 設立末日鐘 |
| 1949 | 3        | 23:57    | +4    | 苏联试验原子弹 |
| 1953 | 2        | 23:58    | +1    | 美国和苏联在9个月内反复测试熱核武器 |
| 1960 | 7        | 23:53    | -5    | 科学研究合作增加、公众对核武认识加深 |
| 1963 | 12       | 23:48    | -5    | 美国及苏联签署部分禁止核试验条约。限制核试暴露于空气中 |
| 1968 | 7        | 23:53    | +5    | 法国和中国分别在1960年及1964年取得及试验核武。同时中东、印度及越南爆发战争 |
| 1969 | 10       | 23:50    | -3    | 美国国会确认核不扩散条约 |
| 1972 | 12       | 23:48    | -2    | 美苏签署SALT I及反弹道导弹条约 |
| 1974 | 9        | 23:51    | +3    | 印度测试核子装置、SALT II陷僵局 |
| 1980 | 7        | 23:53    | +2    | 美苏谈判无进展、民粹主义战争及恐怖主义活动增加 |
| 1981 | 4        | 23:56    | +3    | 军备竞赛升级，阿富汗、南美及波兰的冲突 |
| 1983 | 3        | 23:57    | +1    | 里根执政，军备竞赛再升级 |
| 1988 | 6        | 23:54    | -3    | 美苏签署协议，消除中程核武，双方关系改善 |
| 1990 | 10       | 23:50    | -4    | 柏林围墙倒下，东欧剧变，冷战近尾声 |
| 1991 | 17       | 23:43    | -7    | 美苏签署第一阶段削减战略武器条约 |
| 1995 | 14       | 23:46    | +3    | 环球军费开支达冷戰水平、苏联遗留核武的处理问题忧虑 |
| 1998 | 9        | 23:51    | +5    | 印度及巴基斯坦争相测试核武、美俄就裁减核武出现问题 |
| 2002 | 7        | 23:53    | +2    | 全球裁减核武进展缓慢、美国宣布有意退出反弹道飞弹条约、恐怖分子试图取得核武 |
| 2007 | 5        | 23:55    | +2    | 气候转变增加核子应用，或间接助长使用核武 |
| 2010 | 6        | 23:54    | -1    | 美俄關係緩和，使得核武裁減談判出現進展；以及在哥本哈根會議上，各國同意降低碳排放 |
| 2012 | 5        | 23:55    | +1    | 全球制止核武器擴散努力不充分和應對氣候變化繼續無作為与国际经济的普遍不振等 |
| 2015 | 3        | 23:57    | +2    | 反映世界仍缺乏應對全球氣候變遷以及核武的全球性政治行動，加上美俄兩國於烏克蘭危機的緊張情勢加劇。 |
| 2017 | 2½       | 23:57:30 | +½    | 2016年，國際社會未能有效地抓住人類最緊迫的生存威脅：核武和氣候變化，導致全球安全形勢變得昏暗。公報特別指出，以往從未試過因為一個人而撥快時鐘，但今次是因為川普當選美國總統，令危機更迫在眉睫。           |
| 2018 | 2        | 23:58    | +½    | 2017年，北韓再次進行核子試爆，中國、巴基斯坦和印度都致力發展核武，世人對可能爆發核戰的憂心日增，加以美國總統川普頻發推文和放話，顯示其行事「難以預料」。                                                 |
| 2020 | 1⅔       | 23:58:20 | +⅓    | 世界各国领导人未能应对不断增加的核战争威胁，例如美国和俄罗斯之间的《中程导弹条约》的终止以及美国和伊朗之间日益紧张的局势，并继续无法应对气候变化。                                                       |
| 2023 | 1½       | 23:58:30 | +⅙    | 大程度上归因于俄乌战争。这场继冷战之后最严重的战争将世界各国对国际冲突的应对重新摆上了台面，也再次提高了核武器的使用隐患，同时也妨碍了世界各国对包括气候变化、COVID-19疫情应对等的一系列其他问题的努力。 |
| 2025 | 1¹ᐟ₆₄    | 23:58:31 | +1/60 | 持續不斷的核威脅、俄烏戰爭和以巴衝突持續、氣候變化問題加劇、破壞性創新如人工智能可能導致自主武器出現，这是时钟最接近午夜的年份，超越了2023年。                                                           |